# Zjednoczenie Przemysłu Narzędziowego
Zjednoczenie Przemysłu Narzędziowego – jednostka organizacyjna Ministerstwa Przemysłu Ciężkiego, powołana w celu koordynowania, nadzorowania, kontrolowania oraz sprawowania ogólnego kierownictwa nad  działalnością  gospodarczą przedsiębiorstw państwowych lub będących pod zarządem państwowym.

## Powołanie Zjednoczenia
Na podstawie zarządzenia Ministra Przemysłu i Handlu z 1948 r. wydane w porozumieniu z Ministrem Skarbu i Prezesem Centralnego Urzędu Planowania o utworzeniu Zjednoczenia Przemysłu Narzędziowego ustanowiono Zjednoczenie. W 1949 r. zarządzeniem Ministra Przemysłu Ciężkiego z 1949 r. w sprawie zmiany zarządzenia Ministra Przemysłu i Handlu z 1948 r. o utworzeniu Zjednoczenia Przemysłu Narzędziowego  Zjednoczenie przeszło pod nadzór Ministra Przemysłu Ciężkiego. Powołanie zjednoczenia pozostawało w ścisłym związku z dekretem z 1947 r. o tworzeniu przedsiębiorstw państwowych.  
Zjednoczenie podlegało nadzorowi Centralnego Zarządu Przemysłu Maszynowego, zaś zwierzchni nadzór państwowy nad Zjednoczeniem sprawował Minister Przemysłu Ciężkiego.    

## Przedmiot działalności Zjednoczenia
Przedmiotem działalności Zjednoczenia było koordynowanie, nadzorowanie, kontrolowanie oraz ogólne kierownictwo działalności gospodarczej przedsiębiorstw państwowych lub będących pod zarządem państwowym.  Zjednoczenie stanowiło  przedsiębiorstwo państwowe, prowadzone w ramach narodowych planów gospodarczych oraz według zasad gospodarki handlowej.  

## Rada Nadzoru Społecznego
Przy Zjednoczeniu powołana była Rada Nadzoru Społecznego, której zakres działania, sposób powoływania i odwoływania jej członków, organizację i sposób wykonywania powierzonych czynności określi rozporządzenie Rady Ministrów.
Rada Nadzoru Społecznego miała charakter niezależnego organu nadzorczego, kontrolnego oraz opiniodawczego, podlegającego w swej działalności nadzorowi Prezydium Krajowej Rady Narodowej.

## Organ zarządzający Zjednoczeniem
Organem zarządzającym Zjednoczenia była dyrekcja powoływana i zwalniana przez Ministra Przemysłu Ciężkiego i składająca się z dyrektora naczelnego, reprezentującego dyrekcję samodzielnie oraz z podległych dyrektorowi naczelnemu dwóch dyrektorów.
Do ważności zobowiązań zaciąganych przez Zjednoczenie wymagane było współdziałanie, zgodnie z uprawnieniami przewidzianymi w statucie:
- dwóch członków dyrekcji łącznie,
- jednego członka dyrekcji łącznie z pełnomocnikiem handlowym w granicach jego pełnomocnictwa,
- dwóch pełnomocników handlowych łącznie w granicach ich pełnomocnictw.

## Wykaz przedsiębiorstw nadzorowanych
- Bydgoska Fabryka Narzędzi - przedsiębiorstwo państwowe wyodrębnione - Bydgoszcz[2],
- Pabianicka Fabryka Narzędzi - przedsiębiorstwo państwowe wyodrębnione - Pabianice,
- Będzińska Fabryka Pilników - przedsiębiorstwo państwowe wyodrębnione - Będzin,
- Cieszyńska Fabryka Narzędzi - przedsiębiorstwo państwowe wyodrębnione - Cieszyn,
- Fabryka Pił i Narzędzi Wapienica - przedsiębiorstwo państwowe wyodrębnione - Wapienica,
- Fabryka Narzędzi Tnących Drzewica - przedsiębiorstwo państwowe wyodrębnione - Kuźnice Drzewickie,
- Zakłady Tarcz Ściernych - przedsiębiorstwo państwowe wyodrębnione - Bielsko,
- Fabryka Przyrządów i Uchwytów - przedsiębiorstwo państwowe wyodrębnione - Białystok,
- Fabryka Wyrobów Precyzyjnych im. Gen. Świerczewskiego - przedsiębiorstwo państwowe wyodrębnione - Warszawa,
- Fabryka Artykułów Ściernych - przedsiębiorstwo państwowe wyodrębnione - Sosnowiec,
- Fabryka Tarcz Ściernych - przedsiębiorstwo państwowe wyodrębnione - Grodzisk Mazowiecki,
- Centralne Biuro Konstrukcyjne Nr 2 - przedsiębiorstwo państwowe wyodrębnione - Warszawa.